# (467190) 2016 EA120
(467190) 2016 EA120 es un asteroide perteneciente al cinturón de asteroides, descubierto el 6 de enero de 2010 por el equipo Spacewatch desde el Observatorio Nacional de Kitt Peak (Arizona, Estados Unidos).